# Anemarie und Günter Haackert-Stiftung
Die Anemarie und Günter Haackert-Stiftung, kurz Dres. Haackert-Stiftung, ist eine 1988 durch ein Kaufungener Ärzteehepaar (Anemarie und Günter Haackert) gegründete Stiftung zur Förderung junger Wissenschaftler auf dem Gebiet der Pränatalen Medizin.
Das Vermögen der Stiftung liegt bei 600.000 €, ihr jährliches Fördervolumen bei 8.000 €. Zweck der Einrichtung ist die gleichsam in der Langfassung des Stiftungsnamens zum Ausdruck kommende „Förderung der wissenschaftlichen Weiterbildung junger, deutschsprachiger Forscher auf dem Gebiet der Pränatalen Medizin“. Neben den hierzu als Dres. Haackert-Preis oder Dres. Haackert-Stipendium vergebenen Forschungs- und Reisestipendien wird jährlich auch eine Drs. Haackert-Medaille für besondere Verdienste bezüglich der Pränatalen Medizin vergeben. Bekannte Preisträger dieser sind beispielsweise Juri Wladimiroff oder Irenäus Eibl-Eibesfeldt.